# Popillia tandallae
Popillia tandallae är en skalbaggsart som beskrevs av Hermann Julius Kolbe 1903. Popillia tandallae ingår i släktet Popillia och familjen Rutelidae. Inga underarter finns listade i Catalogue of Life.